# Iie Sumirat
Iie Sumirat (Bandung, 15 de noviembre de 1950 – 22 de julio de 2025) fue un deportista indonesio que compitió en bádminton. Ganó una medalla de bronce en el Campeonato Mundial de Bádminton de 1977 en la prueba individual. 

## Palmarés internacional
| Campeonato Mundial | Campeonato Mundial | Campeonato Mundial | Campeonato Mundial |
| Año                | Lugar              | Medalla            | Prueba             |
| ------------------ | ------------------ | ------------------ | ------------------ |
| 1977               | Malmö (Suecia)     | Medalla de bronce  | Individual         |